# Ana María de Soto
Ana María de Soto y Alhama (Aguilar de la Frontera, 16 de agosto de 1775-Montilla, 5 de diciembre de 1833) fue una militar española del siglo XVIII. Se alistó en los Batallones de Marina bajo una identidad masculina antes de ser descubierta, tras lo cual se le concedió rango de sargento y sueldo vitalicio en recompensa por sus servicios, convirtiéndose así oficialmente en la primera mujer infante de marina de la historia.

## Biografía
Nació en Aguilar de la Frontera el 16 de agosto de 1775, siendo hija de Tomás de Soto, original de Montilla, y Gertrudis de Alhama, originaria de Aguilar de la Frontera.
A la edad de aproximadamente 18 años, en 1793, se alistó en la 6ª Compañía del 11º Batallón de Marina. Lo hizo bajo el nombre de Antonio María de Soto, ocultando su verdadero sexo. Tras pasar la instrucción necesaria, embarcó en la fragata Mercedes el 4 de enero de 1794.
Durante su vida militar, sirviendo como soldado en la 6.ª compañía del 11º batallón de marina, participó en el ataque a Bañuls (sic) (Banyuls-sur-Mer?), en Cataluña y en la defensa y abandono de Rosas, así como en la Batalla del Cabo de San Vicente y en las lanchas cañoneras de la defensa de Cádiz.
Desembarcó de la fragata Matilde el 7 de julio de 1798, y se le concedió la licencia absoluta el 1 de agosto de 1798 al descubrirse, por sorpresa, su condición de mujer cuando fue sometida a un reconocimiento médico, por haber caído enferma.
De su vida posterior se sabe que regentó un estanco en Montilla, localidad natal de su padre, y que falleció el 5 de diciembre de 1833, a la edad de 58 años.

## Reconocimiento
En atención a la heroicidad demostrada y a su acrisolada conducta, S.M. el Rey le concedió el 24 de julio de 1798 sueldo y grado de sargento, para que pueda atender a sus padres. El sueldo era de dos reales de vellón diarios, y se le autorizó a emplear los colores de los batallones de marina y los divisas de sargento de los mismos en sus ropas de mujer.

## En la cultura popular
En 2021 se publicó la novela Hija del mar de Alicia Vallina, que relata su historia a partir de documentos históricos de Archivo General de la Armada en Viso del Marqués